# Рам Чандра Пудел
Рам Чандра Пудел (неп. रामचन्द्र पौडेल; нар. 14 жовтня 1944, Танаху) — непальський політик. Третій президент Непалу з 13 березня 2023 року.

## Раннє життя
Народився 15 жовтня 1944 року в родині брамінів-фермерів у віддаленому селі Сатісвара, розташованому в сучасному муніципалітеті Вьяс округу Танаху. Здобув середню освіту в середній школі Нанді Ратрі в Катманду та вивчав санскритську літературу в Санскритському університеті з 1963 до 1967 рік. Він також здобув ступінь магістра непальської літератури в Університеті Трібхуван у 1970 році, виступаючи на іспитах під час утримання у в'язниці за антипанчаятську діяльність.

## Політична кар'єра

### Ранні роки та студентська політика (1960-ті та 1970-ті)
Пудел прийшов у політику в 16 років, коли приєднався до протестів та руху проти відставки уряду, очолюваного Б. П. Койралою, і запровадження правління Панчаята королем Махендрой у грудні 1960 року, і брав участь у численних збройних зіткненнях під керівництвом Конгресу відновлення демократії у 1960-х роках. Ключовий учасник кампанії студентського руху в Непалі, він був обраний президентом студентської спілки в кампусі Сарасваті 1967 року і генеральним секретарем Демократичної соціалістичної ліги молоді 1968 року. Паудел виступив з ініціативою організації Непальської студентської спілки, студентського крила партії Конгресу, створеного 1970 року, і був членом центрального комітету-засновника спілки.

### Партійна політика (1970—2023)
Пудел увійшов у велику партійну політику 1977 року, коли був обраний членом районного комітету Непальського конгресу Танахуна. У 1979 році його обрали віцепрезидентом районного комітету, а в 1980 році — президентом. У 1983 році Пудел був призначений координатором Центрального комітету з пропаганди Непальського конгресу, а в 1987 році — був призначений членом центрального комітету партії та керівником центрального партійного бюро з питань пропаганди.
Пудел був вперше обраний до парламенту від Танахуна 1 на загальних виборах 1991 року і обіймав посаду міністра місцевого розвитку та сільського господарства з травня 1991 по 1994 рік.
На загальних виборах 1994 року він змінив місце і був обраний від Танахуна 2, місце, яке він потім займав послідовно до 2017 року. За підсумками виборів Пудел був обраний спікером Палати представників і обіймав цю посаду до 1999 року. Після загальних виборів 1999 року його призначили заступником прем'єр-міністра і міністром внутрішніх справ і обіймав ці посади до 2002 року. Пудел був обраний генеральним секретарем Непальського конгресу після загального з'їзду партії у 2006 році. Він зіграв важливу роль у мирному процесі як координатор Секретаріату миру після закінчення громадянської війни та обіймав посаду міністра з питань миру та реконструкції з 2007 по 2008 рік. Пудел був обраний віцепрезидентом Непальського конгресу у 2008 році та переміг колишнього прем'єр-міністра Шера Бахадура Деубу, ставши лідером парламентської партії Конгресу після виборів до Установчих зборів 2008 року. Пудел брав участь у парламентських виборах прем'єр-міністра у 2010 році, але не був обраний навіть після 17 турів виборів. Він був виконувачем обов'язків президента партії Конгресу після смерті Сушила Коірали у 2016 році, але зазнав поразки від Деубу на 13-му загальному з'їзді партії пізніше того ж року.
Вирішивши повернутися на своє старе місце в Танахуні 1, Пудел зазнав поразки від Крішни Кумара Шрестхі з КПН (ОМЛ) на загальних виборах 2017. Він продовжував брати активну участь у партійній політиці та був обраний від Танахуна 1 на загальних виборах 2022 року.

### Арешти
Пудел провів понад 15 років як в'язень сумління з різних приводів, переважно за те, що був противником системи панчаят. Його затримали в таких випадках:
- Протягом 10 місяців у 1962 році у зв'язку зі збройним захопленням Бхаратпура Непальським конгресом.
- Протягом 12 місяців 1964 року у зв'язку зі студентськими рухами в Катманду.
- На 6 місяців у 1966 році за участь у русі за зміщення тодішнього заступника генерального інспектора поліції.
- Протягом 14 місяців у 1967 році у зв'язку з організаційною діяльністю DSYL у Покхарі.
- На один рік у 1969 році у зв'язку з реорганізацією DSYL у західному Непалі.
- На 3 місяці 1970 року за участь в організації та відкритті Непальської студентської спілки.
- На 4 роки з 1971 по 1975 рік за участь в активізації політичної діяльності після звільнення В. П. Койрали.
- На 10 місяців 1977 року за участь у конференції Непальського конгресу в Патані, де було ухвалено рішення розпочати рух громадянської непокори (Сатьяграха) за відновлення демократії та звільнення його хворого лідера В. П. Койрала.
- На 6 місяців у 1979 році за те, що він відігравав провідну роль в антипанчаятських рухах
- Протягом 6 місяців 1981 року у зв'язку з бойкотом виборів у Панчаяті.
- Протягом 9 місяців 1985 року у зв'язку з рухом громадянської непокори (Сатьяграха).
- На 3 місяці 1988 року за звинуваченням у публікації органу Непальського конгресу і в порушенні Закону про пресу.
- Протягом 5 місяців у 1989 році за звинуваченням в організації та натхненні людей взяти участь у русі за відновлення демократії.
- Приблизно півтора року, з 2003 по 2005 рік, під час прямого правління короля.

## Президент Непалу
Пудел був кандидатом від Непальського конгресу та його 10-партійного альянсу на президентських виборах 2023 і його обрано президентом 9 березня 2023 року, він обійшов колишнього спікера Субаса Чандру Немванга з КПН (ОМЛ). Пудел відмежувався від усіх партійних обов'язків і пішов у відставку з посади активного члена Непальського конгресу після обрання президентом. Пудел подав у відставку з посади члена парламенту перед вступом на посаду президента 13 березня 2023 року.

## Особисте життя
Одружений з Савітою Пудел, і в подружжя п'ятеро дітей: чотири дочки й один син.